# Club de Deportes Puerto Montt (femenino)
Deportes Puerto Montt Femenino es la rama femenina del club de fútbol chileno del mismo nombre, radicado en la ciudad de Puerto Montt, de la Región de Los Lagos. Milita actualmente en la Primera División de fútbol femenino de Chile, en donde participó por primera vez en el Apertura 2013, obteniendo el sexto lugar de su zona. Cuenta con un título de Primera División B, obtenido el año 2019, siendo el primer club campeón de esta categoría.
La rama femenina fue creada en 2013 para la participación del torneo de aquel año, conocido como Primera División de fútbol femenino de Chile, máxima categoría del fútbol femenino profesional en Chile. Es organizada por la Asociación Nacional de Fútbol Profesional (ANFP), desde aquel torneo ha sido un constante participante.
Es local en el Regional de Chinquihue, con una capacidad actual de 10.000 espectadores. Aunque también hace de local en diversos estadios de la ciudad de Puerto Montt.

## Estadio
El Estadio Regional de Chinquihue es un recinto ubicado en la ciudad de Puerto Montt, Chile que pertenece a la Ilustre Municipalidad de dicha ciudad. Este recinto fue inaugurado en enero de 1982 con motivo de un Torneo Nacional Anfa. Tiene una capacidad de 10.000 espectadores y es el estadio de un equipo profesional más austral de Chile, por ende, Deportes Puerto Montt es también el equipo profesional más Austral del mundo. Fue el primer estadio chileno profesional en tener césped artificial.
El proceso de remodelación de este estadio tuvo dos etapas, una primera entre 2009 y 2010, siendo la reapertura en un partido de la Copa Chile del elenco local contra la Universidad Católica, siendo el resultado del encuentro a favor de los albiverdes, que ganó ese partido por 4-2. Teniendo una capacidad máxima de 5.000 espectadores aproximadamente. La segunda etapa de remodelación tras la readecuación presupuestaria temporal a raíz del terremoto del 27 de febrero de inició el año 2012, completando el diseño efectivo inicialmente proyectado, y la capacidad de 10.000 butacas instaladas, todas íntegramente bajo techo, teniendo lugar la inauguración definitiva del estadio con fecha 11 de junio de 2013.

## Datos del club
- Temporadas en Primera División femenino: 6 (Apertura 2013 - 2018, 2020-presente)
- Debut en Primera División femenino: Apertura 2013.
- Temporadas en Primera División B femenino: 1 (2019)
- Debut en Primera División B femenino: 2019
- Mejor puesto en Primera División: Cuartos de final en Apertura 2016, Apertura 2014 y Clausura 2014
- Mejor puesto en Primera División B: Campeón 2019
- Mejor puesto en Copa Chile: Sin participaciones.

## Entrenadores
- Mauricio Sanz (2013-2017)
- Javier Huencho (2018)
- Mauricio Sanz (2019-2020)
- Sebastián Hernández (2021)
- Orlando Gutiérrez (2021)
- Sebastián Hernández (2021-2022)
- César Mansilla (2023)
- Jorge Gómez (2023)

## Palmarés

### Torneos nacionales
- Primera B (1): 2019